# Hans Peter Minderhoud
Hans Peter Minderhoud, född 7 oktober 1973 i Westkapelle, Zeeland, är en nederländsk dressyrryttare. Han tog silver vid de olympiska sommarspelen 2008 i Peking i lagdressyr, tillsammans med Anky van Grunsven och Imke Bartels. Minderhoud är i ett förhållande med Edward Gal.